# Host do domu (sbírka básní)
Host do domu je první sbírka básní Jiřího Wolkera. Tyto básně psal ještě v době studií na gymnáziu a jejich témata i styl se nesou v duchu poezie všedního dne. V prvním vydání se sbírka skládala ze tří částí: Chlapec, Ukřižované srdce a Host do domu. Básně jsou ještě dětské, prostupuje je radost z objevování krás života, láska k lidem, životu i obyčejným věcem (Kamna, Věci, Poštovní schránka), ale také naivita, důvěřivost, harmonie a bezkonfliktnost. Objevuje se četná personifikace, především v básní Věci. Další umělecké prostředky poskytují na běžné věci jiný pohled. Poštovní schránka je zde například chápána jako důvěrník člověka, zprostředkovatel komunikace mezi lidmi. Používá také techniky polytematismu (pásmo). 
Původně se tato sbírka měla jmenovat Ráj srdce, ale názvy svých sbírek si Zdeněk Kalista se svým spolubydlícím a přítelem Jiřím Wolkerem údajně vyměnili.

## Čtvrtá část
První vydání Hosta do domu vyšlo v roce 1921 a neobsahovalo oddíl Svatý kopeček. Tato báseň byla publikována 20. května 1921 v časopisu Červen a její název pochází od Svatého Kopečku v Olomouci, kde  autor trávil prázdniny u svých prarodičů. V druhém vydání sbírky Host do domu byl „Svatý kopeček“ přidán do nové a stejmojmenné čtvrté části. Velkým obdivovatel této básně byl Vítězslav Nezval, ale báseň byla i příčinou sporu a odcizení ve vztahu Kalista–Wolker. Ve skladbě jsou již znatelné prvky dospívání. Autor si začíná všímat problémů a přemýšlí jinak. Je to vlastně přechod mezi sbírkami Host do domu a Těžká hodina.